# Střížovice (Pěnčín)
Osada Střížovice (německy Strieschowitz) je částí obce Pěnčín zhruba sedm kilometrů západně od města Turnov.

## Historie
První písemná zmínka o vesnici pochází z roku 1436. Název Střížovice se uvádí od roku 1789. V letech 1869-1980 byla osada součástí obce Soběslavice a patřila do jejího katastru. Od 1. července 1980 se spolu se Soběslavicemi stala v rámci centralizace státní správy částí střediskové obce Pěnčín. Po obnovení samostatné obce Soběslavice 1. září 1990 bylo vyděleno samostatné katastrální území (751847) a Střížovice zůstaly součástí Pěnčína.

## Pamětihodnosti
Ve Střížovicích stávala kaplička z roku 1811. Po první světové válce na ní byla umístěna deska se jmény padlých. Během budování socialismu kaplička chátrala a koncem osmdesátých let 20. století byla stržena. Zachována zůstala jen část zdiva s pamětní deskou.

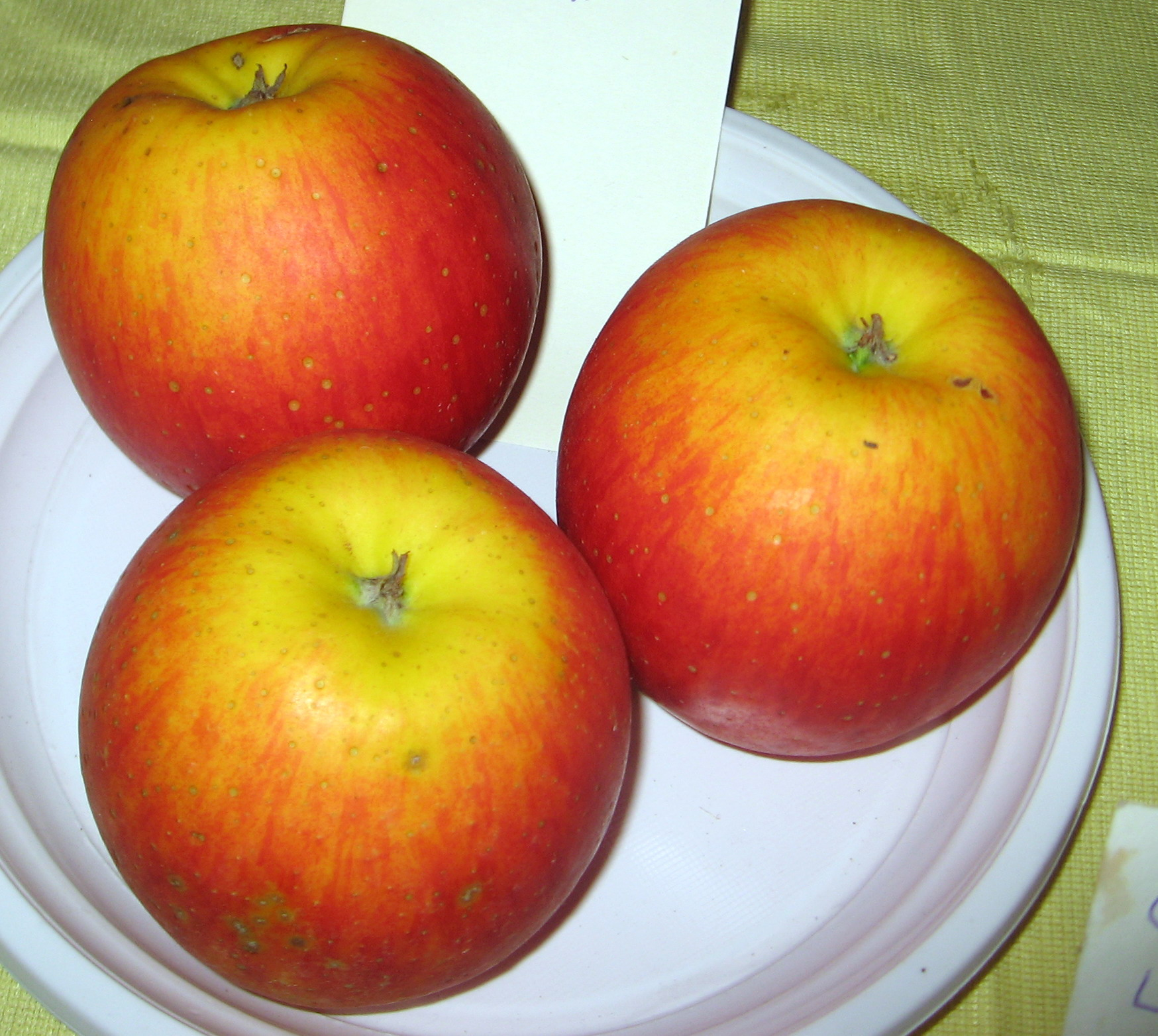
Jablka Rubín

Ze Střížovic pochází zimní odrůda jablek Rubín, kterou vyšlechtil Otto Louda v roce 1960, a to křížením odrůd Lord Lambourne a Golden Delicious. Do Listiny povolených odrůd byla zapsána v roce 1983. K jejím přednostem patří chutné a kvalitní plody, dobře transportovatelné a skladovatelné.
Základní barva slupky je zelenavě žlutá, krycí barva jasně zářivě červená, pruhovaně žíhaná, s výraznými tečkami. Stromy vyžadují speciální řez. Vyhovují jim střední a vyšší vlhčí polohy. Jablka se pěstují v malém i pro trh.

## Osobnosti
- Josef Hendrich (1920–2012) – český filolog a vysokoškolský pedagog